# Legacy Walk

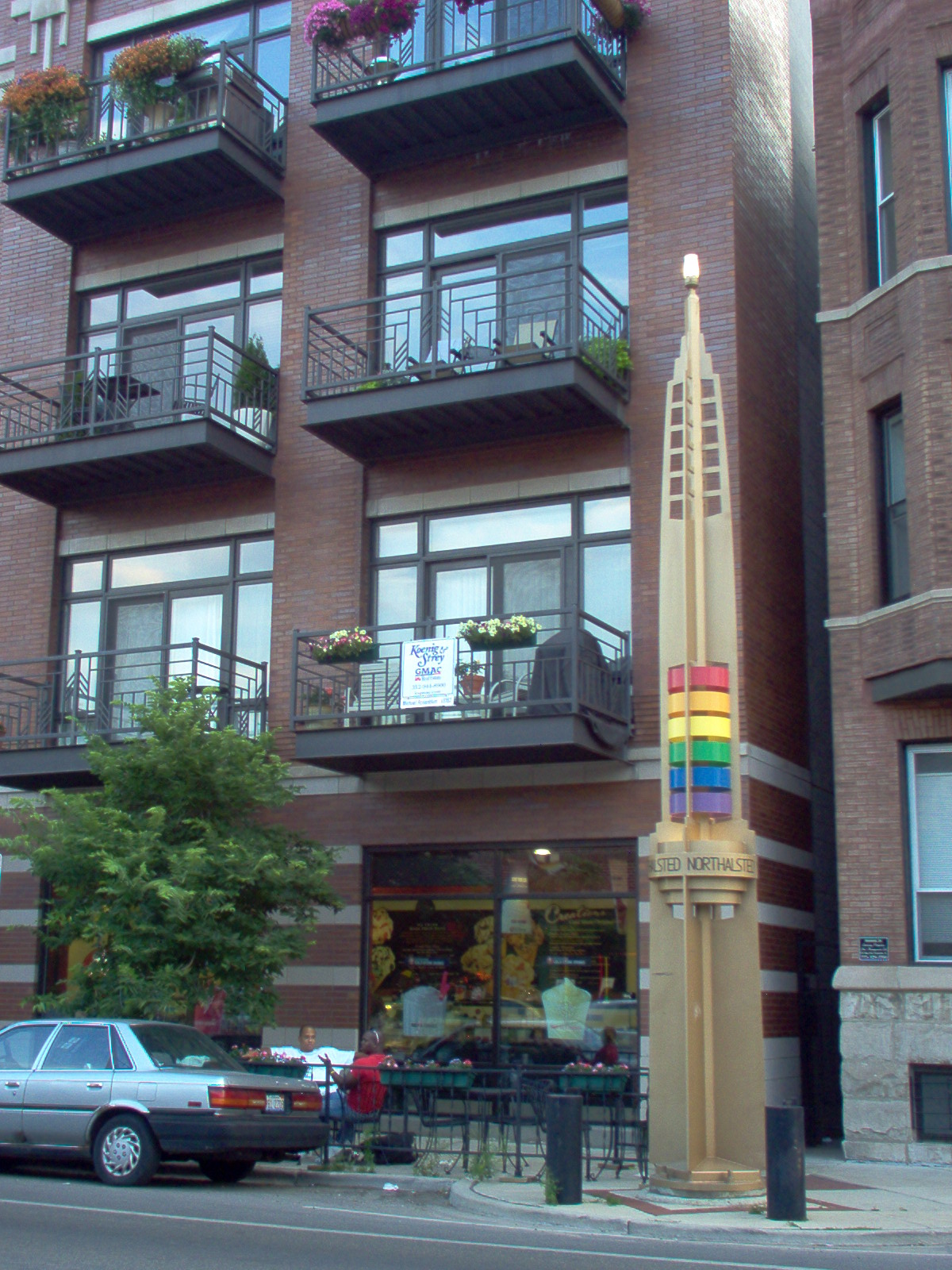
Uno de los muchos pilones arcoíris de la North Halsted Street de Chicago.

Legacy Walk («Paseo del Legado») es una exposición pública al aire libre situado a lo largo de la North Halsted Street, en Chicago (Estados Unidos), que conmemora las contribuciones de las personas LGBT a la historia y a la cultura. Está formada por un conjunto de pilones de bronce, cada uno de los cuales recuerda la biografía de una personalidad LGBT.

## Historia
El Legacy Project («Proyecto Legado») fue concebido en la segunda marcha nacional sobre Washington por los derechos de lesbianas y gais en 1987. El advenimiento del NAMES Project AIDS Memorial Quilt («Edredón en conmemoración del sida del proyecto NOMBRES»), el primer reconocimiento de lo que posteriormente sería conocido como el Día Nacional de la Salida del Armario (11 de octubre), el primer acto de desobediencia civil de ACT UP en la Corte Suprema de los Estados Unidos y la mera experiencia de formar parte de la marcha inspiraron a los creadores del Legacy Walk a proponer una instalación de historia LGBT al aire libre que supliría las carencias del sistema educativo en reconocer y enseñar sobre las contribuciones LGBT a la historia y cultura universales. La ciudad de Chicago se convirtió en el emplazamiento natural, ya que en 1991 ya había establecido el primer Salón de la Fama Gay y Lésbico para reconocer las contribuciones de la comunidad LGBT de Chicago y en 1998 había dedicado el paisaje urbano Pilón Arcoíris (Rainbow Pylon) en la North Halsted Street para definir el nexo cultural y económico de la comunidad LGBT de Chicago. La dedicación de este paisaje urbano dio fin a una búsqueda de once años de un lugar donde alojar el museo al aire libre. Llevó trece años planificar la creación del Legacy Walk y financiar su lanzamiento. La dedicación inaugural de los primeros 18 pilones dio lugar el 11 de octubre de 2012, Día Nacional de la Salida del Armario y 25.º aniversario de su concepción original. Todos los años, en el aniversario de su creación, se añaden nuevos pilones de bronce.

## En la actualidad
En 2019,[actualizar] el Legacy Walk consta de 38 pilones de bronce, cada uno de los cuales está enlazado a un sistema basado en la nube al que se puede acceder escaneando un código QR o activando un microchip en cada marcador mediante tecnología NFC. Esto abre un portal en el teléfono inteligente del usuario desde donde este puede ver videos y descargar recursos educativos.
El Legacy Walk está acompañado por el proyecto hermano de carácter itinerante Legacy Wall («Muro del Legado»), que emprendió una gira estatal en 2015. En 2017, el Legacy Wall inició una gira nacional para llevar las contribuciones LGBT a la historia y cultura universales a las bibliotecas, institutos y universidades, instituciones culturales, plazas cívicas y sedes de empresas por todo el país.

## Pilones
| Nombre                            | Incorporación | Notas |
| --------------------------------- | ------------- | --- |
| Jane Addams                       | 2012          | Illinois, 1860–1935. Fundó la profesión de trabajador social en los Estados Unidos. |
| Alvin Ailey                       | 2012          | Texas, 1931–1989. Fundó la compañía de danza Alvin Ailey American Dance Theater en Nueva York. |
| Reinaldo Arenas                   | 2012          | Cuba, 1966–1990. Poeta, novelista y dramaturgo. |
| James Baldwin                     | 2012          | Nueva York, 1924–1987. Novelista, dramaturgo y activista. |
| Margaret Chung                    | 2012          | California, 1889–1959. Primera mujer médica estadounidense de origen chino. |
| Barbara Gittings                  | 2012          | Austria, 1932–2007. Activista lesbiana, organizó el capítulo neoyorquino de las Hijas de Bilitis, primera organización en defensa de los derechos de las lesbianas en Estados Unidos.                                                      |
| Keith Haring                      | 2012          | Pensilvania, 1958–1990. Artista pop que empleó su arte para concienciar sobre el sexo seguro y la prevención del sida. |
| Barbara Jordan                    | 2012          | Texas, 1936–1996. Primera mujer afroestadounidense elegida para el Senado de Texas tras la Reconstrucción |
| Christine Jorgensen               | 2012          | Nueva York, 1926–1989. Viajó a Dinamarca para someterse a cirugía de afirmación de género y se convirtió en una celebridad tras su regreso a Estados Unidos.                                                                               |
| Frida Kahlo                       | 2012          | México, 1907–1954. Pintora, autora de numerosos autorretratos y obras inspiradas en la naturaleza. Icono pop mexicano. |
| Alfred Kinsey                     | 2012          | Nueva Jersey, 1894–1956. Biólogo y sexólogo conocido por la escala Kinsey. |
| Leonard Matlovich                 | 2012          | Georgia (EE. UU.), 1943–1988. Militar estadounidense gay, salió del armario para confrontar las restricciones militares para los homosexuales.                                                                                             |
| Harvey Milk                       | 2012          | Nueva York, 1930–1978. Primer hombre abiertamente gay elegido para un cargo público en California. Milk y el alcalde de San Francisco George Moscone fueron asesinados por Dan White.                                                      |
| Antonia Pantoja                   | 2012          | Puerto Rico, 1922–2002. Educadora, trabajadora social, feminista y activista por los derechos civiles. |
| Bayard Rustin                     | 2012          | Pensilvania, 1912–1987. Líder de movimientos sociales y activista por los derechos civiles, el socialismo, la no violencia y los derechos de la comunidad gay.                                                                             |
| Alan Turing                       | 2012          | Inglaterra, 1912–1954. Criptoanalista de la Segunda Guerra Mundial y pionero de la informática. Se suicidó tras ser procesado por «indecencia grave y perversión sexual» por haber tenido una relación sexual consentida con otro hombre.  |
| Personas dos espíritus            | 2012          | Este es uno de los cuatro Hitos Históricos o Sociales del Legacy Walk. |
| Oscar Wilde                       | 2012          | Irlanda, 1854–1900. Poeta y dramaturgo procesado por «indecencia grave» por tener relaciones sexuales con otros hombres. |
| Ruth Ellis                        | 2013          | Illinois, 1899–2000. Activista lesbiana y centenaria afroestadounidense. |
| Lorraine Hansberry                | 2013          | Illinois, 1930–1965. Dramaturga y escritora. Primera mujer afroestadounidense con una obra interpretada en Broadway y primera chicaguense reconocida en el Legacy Walk.                                                                    |
| Frank Kameny                      | 2013          | Nueva York, 1925–2011. Activista gay y cofundador de la Mattachine Society, fue cesado de su puesto de astrónomo en el ejército debido a su homosexualidad.                                                                                |
| Tom Waddell                       | 2013          | Nueva Jersey, 1937–1987. Deportista, participante en los Juegos Olímpicos de México 1968 y fundador de los Gay Games. |
| Walt Whitman                      | 2013          | Nueva York, 1819–1892. Poeta, ensayista y periodista. Su poema Hojas de hierba fue tachado de obsceno por su abierta sensualidad. |
| Mychal Judge                      | 2014          | Nueva York, 1933–2001. Capellán del Departamento de Bomberos y primera víctima mortal certificada de los atentados del 11 de septiembre.                                                                                                   |
| David Kato                        | 2014          | Uganda, 1964–2011. Asesinado después de que una revista publicara su fotografía como el primer hombre abiertamente gay de Uganda. |
| Audre Lorde                       | 2014          | Nueva York, 1934–1992. Escritora negra, feminista, mujerista y activista por los derechos civiles. |
| Cole Porter                       | 2014          | Indiana, 1891–1964. Compositor y letrista. Ganó el primer Premio Tony al Mejor Musical por Kiss Me, Kate. |
| Sally Ride                        | 2014          | California, 1951–2012. Física, ingeniera y astronauta de la NASA. Primera mujer de su país y tercera del mundo en explorar el espacio exterior.                                                                                            |
| Disturbios de Stonewall           | 2014          | Nueva York, 1969. Este es uno de los cuatro Hitos Históricos o Sociales del Legacy Walk. |
| Mildred "Babe" Didrikson Zaharias | 2014          | Texas, 1911–1956. Atleta, participó en los Juegos Olímpicos de Los Ángeles 1932 y ganó dos medallas. |
| Josephine Baker                   | 2015          | Misuri, 1906–1975. Espía de la Segunda Guerra Mundial, cantante y activista por los derechos civiles. Fue la primera mujer afroestadounidense enterrada en el Panteón de París.                                                            |
| Leonard Bernstein                 | 2015          | Massachusetts, 1918–1990. Compositor, pianista y director de orquesta conocido por West Side Story. |
| Rudolf Nuréyev                    | 2015          | Unión Soviética (actual Rusia), 1938–1993. Coreógrafo del Ballet de la Ópera de París conocido por El lago de los cisnes. |
| Billy Strayhorn                   | 2015          | Ohio, 1915–1967. Compositor de jazz, pianista, letrista y arreglista conocido por Take the 'A' Train. |
| El triángulo rosa                 | 2015          | Este es uno de los cuatro Hitos Históricos o Sociales del Legacy Walk. Fue la insignia con la que se marcaba a los prisioneros homosexuales en los campos de concentración nazis, posteriormente reapropiada como símbolo de orgullo LGBT. |
| Sylvia Rivera                     | 2016          | Nueva York, 1951–2002. Cofundadora del Frente de Liberación Gay, de la Alianza de Activistas Gais y de STAR. |
| Vito Russo                        | 2016          | Nueva York, 1946–1990. Historiador del cine y escritor. Autor de The Celluloid Closet y cofundador de GLAAD. |